# Virescent
Colias tyche · Coliade de Booth
Espèce
Le Virescent ou Coliade de Booth  (Colias tyche) est une espèce d'insectes lépidoptères de la famille des Pieridae, de la sous-famille des Coliadinae et du genre Colias qui a une répartition holoarctique.

## Classification
Le nom valide complet (avec auteur) de ce taxon est Colias tyche (Johann von Böber (en), 1812).
L'espèce a été initialement classée dans le genre Papilio sous le protonyme Papilio tyche Böber, 1812.
Colias tyche a pour synonymes :
- Colias melinos var. herzi Staudinger, 1901
- Colias nastes subsp. werdandi Zetterstedt, 1840
- Colias werdandi Zetterstedt, 1840
- Papilio tyche Böber, 1812

Colias tyche a été d'abord décrite dans le Nord de l'Amérique du Nord sous le nom de Colias boothi.

## Noms vernaculaires
Le Virescent se nomme au Canada Coliade de Booth et Pale Arctic Clouded Yellow en anglais.

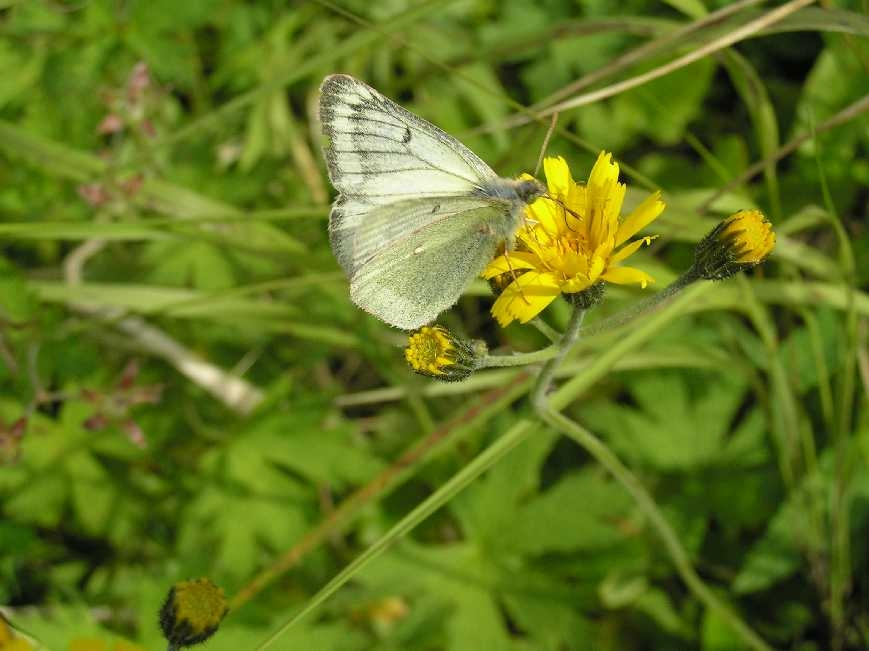
Revers de Colias tyche.

## Liste des sous-espèces
- Colias tyche tyche
- Colias tyche flinti (Churkin, Grieshuber, Bogdanov & Zamolodchikov, 2001)
- Colias tyche kolosovae (Churkin, Grieshuber, Bogdanov & Zamolodchikov, 2001)
- Colias tyche magadanica (Churkin, Grieshuber, Bogdanov & Zamolodchikov, 2001)
- Colias tyche relicta Kurentzov, 1970
- Colias tyche werdandi Zetterstedt, 1839[3].

## Description
Le Virescent est un papillon de taille petite à moyenne (son envergure varie de 28 à 43 mm) aux ailes de couleur vert pâle à blanc verdi ou jaune verdi, plus ou moins suffusé de gris vert dans la partie basale des postérieures et aux veines marron très visibles. Les bordures fonces sont plus larges chez la femelle et englobe une ligne submarginale de taches claires à jaune clair bordées de noir chez le mâle, de noir taché de jaune chez la femelle. Les femelles de Colias philodice vitabunda sont souvent blanches.
Le revers est verdâtre très marqué d'écailles foncées,.

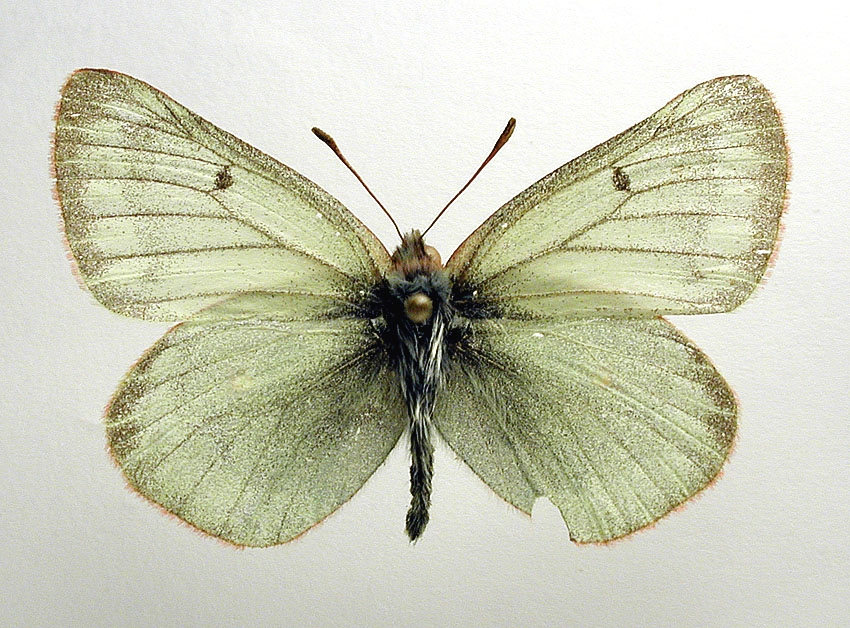
Colias tyche mâle.

## Biologie

### Période de vol et hivernation
Le Virescent vole en une générations de mi-mai à août suivant l'année et le lieu de résidence,.
Il hiverne soit au stade de chenille, soit au stade de chrysalide et le développement larvaire peut demander deux cycles saisonniers.

### Plantes hôtes
Les plantes hôtes de sa chenille  des Vaccinium dont Vaccinium myrtillus, Oxytropis lappona, Astragalus frigidus et Astralagus alpinus en montagne,.

## Écologie et distribution
Le Virescent est circumpolaire, il est présent en Europe et en Asie en Scandinavie arctique Sibérie, dans l'Altaï, la Mongolie et jusqu'à la Péninsule tchouktche. En Amérique du Nord, il est présent en Alaska, dans les Territoires du Nord-Ouest, dans le Nord du Yukon et de l'Ile de Baffin à la baie d'Hudson,,.

### Biotope
Il réside dans la toundra arctique.

### Protection
Pas de statut de protection particulier.